# Municipalité de Peñon Blanco
Peñon Blanco est l'une des 39 municipalités, de l'état de Durango au nord-ouest du Mexique. Le chef-lieu est la ville de Peñón Blanco. La municipalité couvre une superficie de 1827 km2.
En 2010, la municipalité avait une population totale de 10473 habitants, contre 9891 habitants en 2005.
En 2010, la ville de Peñón Blanco avait une population de 5271 habitants. La municipalité compte 103 localités, dont les plus importantes sont (avec la population de 2010 entre parenthèses) : Général Jesús Agustín Castro (Independencia) (1907), classée comme rurale.